# Ib Larsen (politiker)
 For alternative betydninger, se Ib Larsen. (Se også artikler, som begynder med Ib Larsen)
Ib Arved Larsen (født 3. april 1941 i Bagsværd, død 14. juni 2012) var direktør for Landsforeningen Danmarks Bilruter og politiker. Han var medlem af Folketinget for Centrum-Demokraterne fra 1973 til 1975.
Larsen blev født i Bagsværd i 1941 som søn af malermester Poul Arved Larsen. Han afsluttede sin skolegang med mellemskoleeksamen i 1956. I sin ungdom var Larsen sømand. Han var senere håndværker ved DSB's centralværksted 1967-1974 og assurandør. I 1975 blev han sælger for busfabrikken Leyland-DAB og året efter konsulent for Landsforeningen Danmarks Bilruter (LDB). Han var direktør for LDB fra 1978 til han valgte at gå på pension i 1991. Larsen stod som direktør i LDB for standardentrepenørkontrakten for rutebilkørsel som blev brugt af de fælleskommunale busselskaber som blev oprettet efter indførelse af ny lovgivning om trafikselskaber i 1978.
Larsen var medlem af kommunalbestyrelsen i Gladsaxe Kommune for Socialdemokratiet fra 1970. Som formand for teknisk udvalg i kommunalbestyrelsen var han politisk ansvarlig for dannelsen af det kommunale busselskab A/S Forenede Rutebiler.
I 1973 var han med til at stifte Centrum-Demokraterne og blev partiets folketingskandidat i Køgekredsen. Larsen blev valgt i Roskilde Amtskreds ved folketingsvalget 4. december 1973 og var medlem af Folketinget til 15. januar 1975.
Larsen fortsatte med at være aktiv i Centrum-Demokraterne indtil partiet nedlagt i 2008. Han døde efter længere tids sygdom i 2012.
Larsens kone Maria stammede fra Portugal hvor han mødte hende som ung sømand. Efter de blev gift konverterede Larsen til katolicisme. Ægteparret fik to børn.